# Pseudocrypta
Pseudocrypta là một chi bọ cánh cứng trong họ Chrysomelidae.
Chi này được miêu tả khoa học năm 1996 bởi Medvedev.

## Các loài
Các loài trong chi này gồm:
- Pseudocrypta nigripennis Medvedev, 1996
- Pseudocrypta serricornis Medvedev, 1996